# دلار باهاما

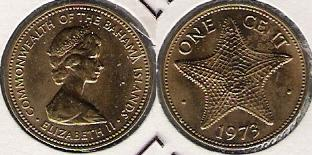
1 سنت باماها

دلار باهاما (به انگلیسی: Bahamian dollar) با کد ایزوی BSD، یکای پول رایج در کشور باهاما است. مسئولیت کنترل این یکای پول برعهدهٔ بانک مرکزی باهاما قرار دارد.